# Rhitymna verruca
Rhitymna verruca là một loài nhện trong họ Sparassidae.
Loài này thuộc chi Rhitymna. Rhitymna verruca được Jia-Fu Wang miêu tả năm 1991.